# درجه شهرداری‌های ایران
درجهٔ شهرداری‌ها ایران معیاری برای درجه‌بندی یا طبقه‌بندی شهرداری شهرهای ایران براساس شاخص‌های معین است که توسط وزارت کشور صورت می‌گیرد. برای نخستین بار، این رتبه‌بندی در قانون شهرداری‌ها مصوب سال ۱۳۳۴ براساس درآمد آن‌ها با انگیزه تعیین حقوق شهرداران مطرح گردید.
درجهٔ بندی شهرداری‌ها، به ترتیب صعودی رتبهٔ میان ۱ تا ۱۲ است که مراکز استان‌های ایران، رتبه ۱۱ و ۱۲ را دارند و به شهرداری‌های تازه تأسیس رتبه ۱ و ۲ تعلق می‌گیرد. بالاترین درجهٔ شهرداری‌ها ۱۲ بوده که به شهرداری‌های تهران، مشهد، کرج، شیراز، تبریز و اصفهان و کرمانشاه تعلق گرفته است.
در سال ۱۳۴۳ طبقه‌بندی (درجهٔ بندی فعلی) شهرداری‌ها براساس جمعیّت صورت می‌گرفت و شهرداری‌ها به پنج طبقه تقسیم می‌شدند. در سال ۱۳۵۳ نیز با تصویب هیئت وزیران، آیین‌نامه حقوق و مزایای شهرداران تصویب شد و شهرداری‌های کشور به ۱۲ درجه تقسیم‌بندی شدند که این درجه‌بندی تا سال ۱۳۶۶ ملاک عمل بوده است.

## شرایط ارتقاء درجهٔ شهرداری
درجهٔ شهرداری‌ها باتوجه به سه شاخص درآمد مستمر و خالص شهرداری، جمعیّت شهر و موقعیت شهر از لحاظ تقسیمات کشوری به شهرداری‌ها تعلق می‌گیرد.

## درجهٔ شهرداری‌های ایران
در فهرست زیر به ترتیب هر استان، آمار درجه، جمعیّت و سال تأسیس براساس داده‌های وزارت کشور (۱۳۹۵–۱۴۰۲) قرار گرفته است.

### استان آذربایجان شرقی
شهرهایی‌هایی که بالاترین درجۀ شهرداری را دارند.
- تبریز، درجه ۱۲ شهرداری (مرکز استان)
- مراغه، درجه ۱۰ شهرداری
- مرند، درجه ۹ شهرداری

| استان آذربایجان شرقی | جمعیّت شهر (۱۳۹۵) | سال تأسیس | درجهٔ شهرداری |
| -------------------- | ---------------- | --------- | ------------ |
| تبریز                | ۱٬۵۵۸٬۶۹۳        | -         | ۱۲           |
| آبش احمد             | ۲٬۷۱۵            | -         | ۲            |
| مراغه                | ۱۷۵٬۲۵۵          | -         | ۱۰           |
| مرند                 | ۱۳۰٬۸۲۵          | -         | ۹            |

### استان آذربایجان غربی
شهرهایی‌هایی که بالاترین درجۀ شهرداری را دارند.
- ارومیه، درجه ۱۱ شهرداری (مرکز استان)
- خوی، درجه ۱۰ شهرداری
- بوکان، درجه ۱۰ شهرداری

| استان آذربایجان غربی | جمعیّت شهر (۱۳۹۵) | سال تأسیس | درجهٔ شهرداری |
| -------------------- | ---------------- | --------- | ------------ |
| ارومیه               | ۷۳۶٬۲۲۲          | ۱۳۰۷      | ۱۱           |
| آواجیق               | ۱٬۶۶۳            | ۱۳۸۱      | ۲            |
| اشنویه               | ۳۹٬۸۰۱           | ۱۳۲۲      | ۶            |
| ایواوغلی             | ۳٬۳۲۰            | ۱۳۷۹      | ۲            |
| باروق                | ۴٬۲۲۵            | ۱۳۸۳      | ۳            |
| بازرگان              | ۹٬۹۷۹            | ۱۳۷۵      | ۵            |
| بوکان                | ۱۹۳٬۵۰۱          | ۱۳۲۷      | ۱۰           |
| پلدشت                | ۱۱٬۴۷۲           | ۱۳۴۳      | ۶            |
| پیرانشهر             | ۹۱٬۵۱۵           | ۱۳۳۹      | ۷            |
| تازه‌شهر              | ۸٬۶۲۹            | ۱۳۴۴      | ۴            |
| تازه نصرت آباد       | ۷۳۲              | -         | ۱            |
| تکاب                 | ۴۹٬۶۷۷           | ۱۳۰۷      | ۷            |
| چهاربرج              | ۹٬۴۰۶            | ۱۳۷۵      | ۳            |
| حاجیلار              | ۱٬۳۹۴            | ۱۳۹۶      | ۱            |
| خلیفان               | ۷۴۹              | ۱۳۸۹      | ۱            |
| خوی                  | ۱۹۸٬۸۴۵          | ۱۳۰۲      | ۱۰           |
| دیزج دیز             | ۸٬۲۸۲            | ۱۳۸۷      | ۱            |
| ربط                  | ۱۵٬۷۵۰           | ۱۳۸۲      | ۵            |
| زرآباد               | ۱٬۱۴۷            | ۱۳۸۹      | ۳            |
| سردشت                | ۴۶٬۴۱۲           | ۱۳۲۷      | ۸            |
| سرو                  | ۱٬۸۰۰            | ۱۳۷۹      | ۳            |
| سلماس                | ۹۲٬۸۱۱           | ۱۳۳۹      | ۸            |
| سیلوانه              | ۱٬۶۱۴            | ۱۳۷۹      | ۱            |
| سیمینه               | ۱٬۳۴۵            | ۱۳۸۱      | ۲            |
| سیه چشمه             | ۱۷٬۸۰۴           | ۱۳۳۹      | ۶            |
| شاهین دژ             | ۴۳٬۱۳۱           | ۱۳۱۸      | ۷            |
| شوط                  | ۲۵٬۳۸۱           | ۱۳۳۵      | ۶            |
| فیرورق               | ۹٬۱۹۰            | ۱۳۴۶      | ۵            |
| قره ضیاالدین         | ۲۶٬۷۶۷           | ۱۳۳۹      | ۶            |
| قطور                 | ۵٬۱۴۷            | ۱۳۸۷      | ۳            |
| قوشچی                | ۲٬۷۸۷            | ۱۳۶۹      | ۴            |
| کشاورز               | ۴٬۱۳۸            | ۱۳۷۹      | ۲            |
| گوگ تپه              | ۶٬۹۴۷            | ۱۳۹۶      | ۱            |
| لاجان                | ۴٬۲۰۱            | ۱۳۸۲      | ۲            |
| ماکو                 | ۴۶٬۵۸۱           | ۱۳۰۰      | ۷            |
| محمدیار              | ۹٬۳۱۳            | ۱۳۴۷      | ۶            |
| محمودآباد            | ۶٬۸۶۶            | ۱۳۸۴      | ۱            |
| مرگنلر               | ۲٬۲۹۴            | ۱۳۸۹      | ۳            |
| مهاباد               | ۱۶۸٬۳۹۳          | ۱۳۱۰      | ۸            |
| میاندوآب             | ۱۳۴٬۴۲۵          | ۱۳۲۷      | ۸            |
| میرآباد              | ۶٬۰۰۰            | ۱۳۷۹      | ۴            |
| نازک علیا            | ۲٬۶۶۷            | ۱۳۸۹      | ۱            |
| نالوس                | ۲٬۹۷۳            | ۱۳۷۹      | ۲            |
| نقده                 | ۸۱٬۵۹۸           | ۱۳۳۰      | ۸            |
| نالاس                | ۸٬۵۰۳            | ۱۳۹۷      | ۱            |
| نوشین                | ۸٬۳۸۰            | ۱۳۷۲      | ۵            |
| یولاگلدی             | ۳٬۹۳۵            | ۱۳۹۷      | ۱            |

| استان اصفهان  | جمعیّت شهر (۱۳۹۵) | سال تأسیس | درجهٔ شهرداری |
| ------------- | ---------------- | --------- | ------------ |
| آران و بیدگل  | ۶۵٬۴۰۴           | --        | ۸            |
| ابریشم        | ۲۲٬۴۲۹           | --        | ۶            |
| ابوزیدآباد    | ۵٬۹۷۶            | --        | ۴            |
| اردستان       | ۱۵٬۷۴۴           | --        | ۷            |
| اژیه          | ۳٬۱۵۶            | --        | ۴            |
| اشترجان       | ۷٬۱۵۷            | --        | ۱            |
| اصغرآباد      | ۶٬۸۷۶            | --        | ۴            |
| اصفهان        | ۱٬۹۶۱٬۲۶۰        | --        | ۱۲           |
| افوس          | ۳٬۶۹۶            | --        | ۳            |
| انارک         | ۱٬۰۹۳            | --        | ۳            |
| ایمانشهر      | ۱۴٬۶۳۳           | --        | ۵            |
| بادرود        | ۱۴٬۷۲۳           | --        | ۶            |
| باغ بهادران   | ۱۰٬۲۷۹           | --        | ۶            |
| باغشاد        | ۴٬۳۵۶            | --        | ۳            |
| بافران        | ۱٬۹۷۸            | --        | ۲            |
| برزک          | ۴٬۵۸۸            | --        | ۴            |
| برف انبار     | ۵٬۳۸۲            | --        | ۴            |
| بهاران        | ۱۱٬۲۸۴           | --        | ۵            |
| بهارستان      | ۷۹٬۰۲۳           | --        | ۸            |
| بوئین میاندشت | ۹٬۸۸۹            | --        | ۵            |
| بیده          | ۱٬۶۱۸            | --        | ۱            |
| پیربکران      | ۱۳٬۴۶۹           | --        | ۵            |
| تودشک         | ۴٬۲۷۵            | --        | ۴            |
| تیران         | ۲۱٬۷۰۳           | --        | ۷            |
| جندق          | ۴٬۶۶۵            | --        | ۳            |
| جوزدان        | ۶٬۹۹۸            | --        | ۴            |
| جوشقان قالی   | ۴٬۱۸۱            | --        | ۴            |
| چادگان        | ۹٬۹۲۴            | --        | ۶            |
| چرمهین        | ۱۳٬۷۳۲           | --        | ۶            |
| چمگردان       | ۱۵٬۵۷۴           | --        | ۶            |
| حبیب آباد     | ۹٬۴۹۱            | --        | ۵            |
| حسن‌آباد       | ۴٬۴۷۸            | --        | ۴            |
| حنا           | ۴٬۹۲۲            | --        | ۳            |
| خالدآباد      | ۳٬۰۲۳            | --        | ۳            |

استان خراسان شمالی
| #  | شهر         | شهرستان       | جمعیت (۱۳۹۵) | سال تأسیس | درجهٔ شهرداری |
| -- | ----------- | ------------- | ------------ | --------- | ------------ |
| ۱  | بجنورد      | بجنورد        | ۲۲۸٬۹۳۱      | ۱۲۹۷      | ۱۱           |
| ۲  | شیروان      | شیروان        | ۸۲٬۶۸۹       | ۱۳۰۶      | ۹            |
| ۳  | اسفراین     | اسفراین       | ۵۹٬۴۹۰       | ۱۳۱۶      | ۸            |
| ۴  | آشخانه      | مانه و سملقان | ۲۵٬۱۰۴       | ۱۳۶۲      | ۶            |
| ۵  | جاجرم       | جاجرم         | ۱۹٬۵۸۰       | ۱۳۳۲      | ۷            |
| ۶  | فاروج       | فاروج         | ۱۸٬۰۶۱       | ۱۳۳۰      | ۷            |
| ۷  | گرمه        | گرمه          | ۱۰٬۹۳۳       | ۱۳۴۶      | ۷            |
| ۸  | خانلق       | شیروان        | ۶٬۵۱۸        | ۱۴۰۰      |              |
| ۹  | یکه‌سعود     | راز و جرگلان  | ۵٬۲۸۴        | ۱۳۹۸      | ۱            |
| ۱۰ | راز         | راز و جرگلان  | ۵٬۰۲۹        | ۱۳۶۹      | ۴            |
| ۱۱ | درق         | گرمه          | ۴٬۹۲۶        | ۱۳۸۴      | ۶            |
| ۱۲ | زیارت       | شیروان        | ۴٬۱۷۹        | ۱۳۹۲      | ۳            |
| ۱۳ | ایور        | گرمه          | ۳٬۹۹۴        | ۱۳۸۷      | ۳            |
| ۱۴ | آوا         | مانه و سملقان | ۳٬۹۹۳        | ۱۳۹۲      | ۳            |
| ۱۵ | تیتکانلو    | فاروج         | ۳٬۸۳۵        | ۱۳۸۸      | ۳            |
| ۱۶ | صفی‌آباد     | بام و صفی‌آباد | ۳٬۴۲۷        | ۱۳۷۹      | ۲            |
| ۱۷ | چناران‌شهر   | بجنورد        | ۳٬۳۸۰        | ۱۳۹۲      | ۳            |
| ۱۸ | غلامان      | راز و جرگلان  | ۲٬۸۶۷        | ۱۳۹۸      | ۱            |
| ۱۹ | قاضی        | مانه و سملقان | ۲٬۴۲۸        | ۱۳۸۲      | ۳            |
| ۲۰ | شوقان       | جاجرم         | ۲٬۳۱۳        | ۱۳۷۹      | ۲            |
| ۲۱ | سنخواست     | جاجرم         | ۲٬۰۷۷        | ۱۳۷۹      | ۳            |
| ۲۲ | پیش‌قلعه     | مانه و سملقان | ۲٬۰۰۱        | ۱۳۸۲      | ۲            |
| ۲۳ | حصار گرم‌خان | بجنورد        | ۱٬۴۹۹        | ۱۳۷۹      | ۳            |
| ۲۴ | لوجلی       | شیروان        | ۱٬۴۸۱        | ۱۳۷۹      | ۳            |
| ۲۵ | قوشخانه     | شیروان        | ۹۹۶          | ۱۳۹۲      | ۲            |

| استان مازندران    | جمعیّت شهر (۱۳۹۵) | سال تأسیس | درجهٔ شهرداری |
| ----------------- | ---------------- | --------- | ------------ |
| آلاشت             | ۱٬۱۹۳            | ۱۳۵۳      | ۴            |
| آمل               | ۲۳۷٬۵۲۸          | ۱۳۰۲      | ۱۰           |
| ارطه              | ۱۰٬۳۲۷           | ۱۳۹۰      | ۴            |
| امامزاده عبدالله  | ۵٬۷۶۸            | ۱۳۹۱      | ۴            |
| امیرکلا           | ۳۰٬۴۷۸           | ۱۳۳۲      | ۷            |
| ایزدشهر           | ۷٬۴۳۹            | ۱۳۸۴      | ۱            |
| بابکان            | ۴٬۴۹۹            | ۱۳۹۶      | ۱            |
| بابل              | ۲۵۰٬۲۱۷          | ۱۳۰۴      | ۱۰           |
| بابلسر            | ۵۹٬۹۶۶           | ۱۳۰۶      | ۶            |
| بلده              | ۹۷۰              | ۱۳۷۹      | ۱            |
| بهشهر             | ۹۴٬۷۰۲           | ۱۳۰۷      | ۹            |
| بهنمیر            | ۷٬۹۰۶            | ۱۳۷۹      | ۴            |
| پایین هولار       | ۹۵۶              | ۱۳۹۰      | ۳            |
| پل سفید           | ۸٬۲۹۴            | ۱۳۳۵      | ۶            |
| پول               | ۳٬۱۵۰            | ۱۳۸۹      | ۱            |
| تنکابن            | ۵۵٬۴۳۴           | ۱۳۰۴      | ۹            |
| جویبار            | ۳۲٬۹۲۴           | ۱۳۴۰      | ۷            |
| چالوس             | ۶۵٬۱۹۶           | ۱۳۳۰      | ۹            |
| چمستان            | ۱۱٬۱۹۴           | ۱۳۶۹      | ۵            |
| خرم‌آباد           | ۱۱٬۵۴۲           | ۱۳۳۰      | ۶            |
| خشرودپی           | ۵٬۷۴۲            | ۱۳۷۹      | ۳            |
| خلیل شهر          | ۱۱٬۰۳۲           | ۱۳۸۴      | ۱            |
| دابودشت           | ۱٬۷۵۸            | ۱۳۸۴      | ۴            |
| رامسر             | ۳۵٬۹۹۷           | ۱۳۳۰      | ۸            |
| رستم کلا          | ۱۱٬۶۸۶           | ۱۳۵۶      | ۵            |
| رویان             | ۷٬۷۳۱            | ۱۳۳۳      | ۵            |
| رینه لاریجان      | ۹۸۲              | ۱۳۴۲      | ۳            |
| زرگر محله         | ۳٬۹۹۱            | ۱۳۷۹      | ۳            |
| زیرآب             | ۱۶٬۱۹۱           | ۱۳۳۵      | ۶            |
| ساری              | ۵۰۴٬۲۹۸          | ۱۲۹۸      | ۱۱           |
| سرخرود            | ۶٬۶۹۹            | ۱۳۷۹      | ۵            |
| سلمان شهر         | ۹٬۶۵۶            | ۱۳۴۱      | ۵            |
| سورک              | ۹٬۲۰۸            | ۱۳۷۶      | ۵            |
| شیرگاه            | ۸٬۶۷۱            | ۱۳۴۱      | ۵            |
| شیرود             | ۱۱٬۳۷۷           | ۱۳۸۷      | ۴            |
| عباس‌آباد          | ۱۳٬۴۸۲           | ۱۳۳۵      | ۶            |
| فرح آباد          | ۲٬۰۲۷            | ۱۳۹۶      | ۱            |
| فریدون کنار       | ۳۸٬۱۵۴           | ۱۳۱۶      | ۷            |
| فریم              | ۳۶۹              | ۱۳۸۴      | ۳            |
| قایم شهر          | ۲۰۴٬۹۵۳          | ۱۳۱۴      | ۱۰           |
| کتالم و سادات شهر | ۲۰٬۷۱۶           | ۱۳۴۰      | ۵            |
| کجور              | ۳٬۱۲۰            | ۱۳۹۱      | ۳            |
| کلار آباد         | ۶٬۲۶۷            | ۱۳۵۴      | ۵            |
| کلاردشت           | ۱۳٬۴۰۱           | ۱۳۳۶      | ۶            |
| کوهی خیل          | ۲٬۲۴۲            | ۱۳۷۹      | ۳            |
| کیاسر             | ۳٬۳۸۴            | ۱۳۷۲      | ۵            |
| کیاکلا            | ۸٬۰۴۰            | ۱۳۳۹      | ۴            |
| گتاب              | ۷٬۳۷۴            | ۱۳۸۴      | ۴            |
| گزنگ              | ۳۱۹              | ۱۳۷۹      | ۱            |
| گلوگاه            | ۲۱٬۳۵۲           | ۱۳۳۵      | ۶            |
| گلوگاه بندپی      | ۶٬۹۰۸            | ۱۳۷۹      | ۴            |
| محمودآباد         | ۳۱٬۸۴۴           | ۱۳۳۵      | ۷            |
| مرزن آباد         | ۶٬۶۹۸            | ۱۳۳۶      | ۵            |
| مرزی کلا          | ۸۶۸              | ۱۳۷۹      | ۱            |
| نشتارود           | ۶٬۳۹۴            | ۱۳۳۸      | ۴            |
| نکا               | ۶۰٬۹۹۱           | ۱۳۲۹      | ۷            |
| نور               | ۲۶٬۹۴۷           | ۱۳۳۳      | ۷            |
| نوشهر             | ۴۹٬۴۰۳           | ۱۳۱۴      | ۷            |
| هادی شهر          | ۷٬۸۸۹            | ۱۳۷۹      | ۴            |
| هچیرود            | ۱۰٬۳۹۸           | ۱۳۹۰      | ۲            |

استان البرز
استان ایلام
استان تهران
استان خراسان جنوبی
استان خراسان رضوی
استان خوزستان
استان سمنان
استان سیستان و بلوچستان
استان فارس
استان کردستان
استان کرمان
استان گلستان
استان لرستان
استان مرکزی
استان هرمزگان
استان همدان